# Liège-Bastogne-Liège 2003
89. edycja klasyku Liège-Bastogne-Liège odbyła się 27 kwietnia na trasie długości 258,5 kilometra. Wyścig wygrał Amerykanin, Tyler Hamilton.

## Wyniki
| M-ce | Imię i nazwisko          | Kraj              | Drużyna                          | Czas                       |
| ---- | ------------------------ | ----------------- | -------------------------------- | -------------------------- |
| 1.   | Tyler Hamilton           | Stany Zjednoczone | Team CSC                         | 6h 28min 50s (39,889 km/h) |
| 2.   | Iban Mayo                | Hiszpania         | Euskaltel-Euskadi                | + 0.12                     |
| 3.   | Michael Boogerd          | Holandia          | Rabobank                         | + 0.14                     |
| 4.   | Michele Scarponi         | Włochy            | Domina Vacanze-Elitron           | + 0.21                     |
| 5.   | Francesco Casagrande     | Włochy            | Lampre                           | + 0.29                     |
| 6.   | Samuel Sanchez           | Hiszpania         | Euskaltel-Euskadi                | ten sam czas               |
| 7.   | Javier Pascual Rodriguez | Hiszpania         | iBanesto.com                     | ten sam czas               |
| 8.   | Danilo Di Luca           | Włochy            | Saeco                            | ten sam czas               |
| 9.   | Eddy Mazzoleni           | Włochy            | Caldirola-Sidermec-Saunier Duval | ten sam czas               |
| 10.  | Ivan Basso               | Włochy            | Fassa Bortolo                    | ten sam czas               |